# Servidor público
O servidor público (português brasileiro) ou funcionário público (português europeu) é todo aquele empregado de uma administração estatal. Sendo uma designação geral , engloba todos aqueles que mantêm vínculos de trabalho com entidades governamentais, integrados em cargos ou empregos das entidades político-administrativas, bem como em suas respectivas autarquias e fundações de direito público, ou ainda, é uma definição a todo aquele que mantém um vínculo empregatício com o Estado, e seu pagamento provém da arrecadação pública de impostos, sendo sua atividade chamada de "Típica de Estado". Geralmente é originário de concurso público pois é defensor do setor público, que é diferente da atividade do Político, detentor de um mandato público, que está diretamente ligado ao Governo e não necessariamente ao Estado de Direito.
A extensão dos funcionários públicos de um estado como parte do "serviço civil" varia de país para país. No Reino Unido, por exemplo, apenas funcionários da Coroa são referidos como funcionários públicos, enquanto que os funcionários do condado ou da cidade não são. Muitos consideram o estudo do serviço como parte do campo da administração pública. Os trabalhadores em "organismos públicos não departamentais" (às vezes chamados de "Quangos") também podem ser classificados como funcionários públicos para fins de estatística e possivelmente para seus termos e condições. Colectivamente, os funcionários públicos de um estado formam o seu funcionalismo público ou serviço público.
Um funcionário público internacional ou membro da equipe internacional é um funcionário civil empregado por uma organização intergovernamental. Esses funcionários públicos internacionais não recorrem a qualquer legislação nacional (da qual têm  imunidade de jurisdição), mas são regidos por normas internas de pessoal. Todos os litígios relacionados ao serviço civil internacional são levados perante tribunais especiais criados por essas organizações internacionais, como, por exemplo, o Tribunal Administrativo da Organização Internacional do Trabalho (OIT).
O encaminhamento específico pode ser feito à [Comissão Internacional do Serviço Civil] (ICSC) das Nações Unidas, um organismo especializado independente estabelecido pela Assembleia Geral das Nações Unidas. Seu mandato é regular e coordenar as condições de serviço do pessoal no sistema comum das Nações Unidas, promovendo e mantendo altos padrões no serviço civil internacional.

## Histórico

### Na China

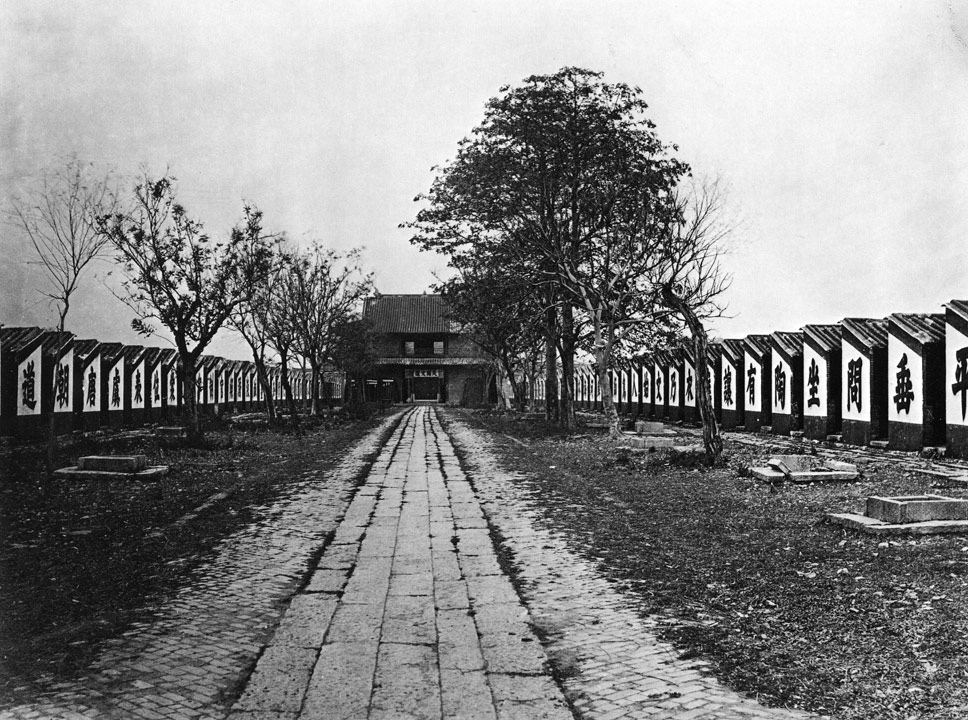
Sala do Exame do Serviço Civil Imperial com 7500 células em Guangdong, 1873

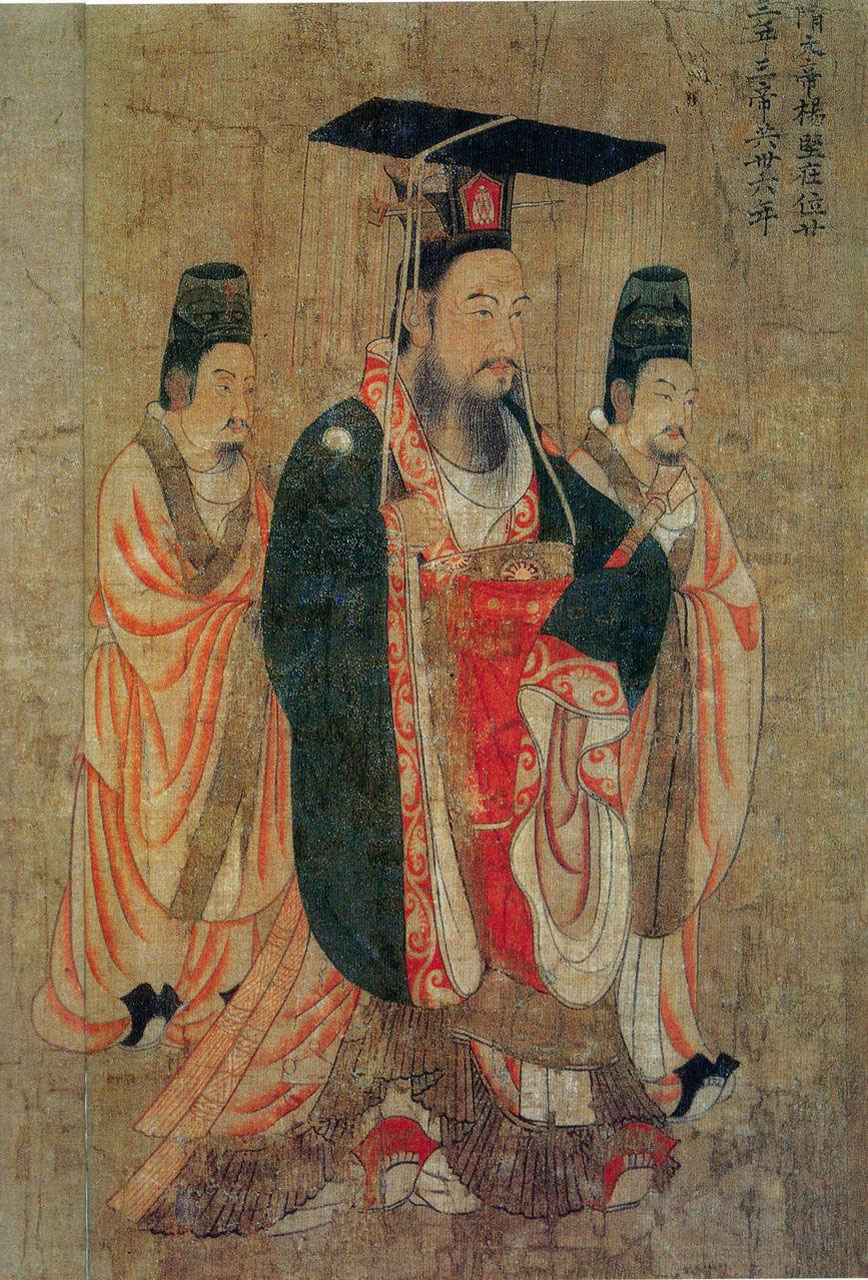
Imperador Wen de Sui (r. 581–604), que estabeleceu o primeiro sistema de exame do serviço civil na China; uma pintura do chanceler e artista Yan Liben (600–673).

A origem O serviço público meritocrático moderno pode ser rastreado até o exame imperial fundado na China Imperial. O exame imperial baseado no mérito foi projetado para selecionar os melhores funcionários administrativos para a burocracia do estado. Este sistema teve uma enorme influência sobre a sociedade e a cultura na China Imperial e foi diretamente responsável pela criação de uma classe de burocratas estudiosos, independentemente da sua origem familiar.
Originalmente as nomeações para a burocracia eram baseadas no patrocínio dos aristocratas; Durante a dinastia Han, o imperador Wu de Han estabeleceu o sistema de recomendação dos superiores para as nomeações para o cargo. Nas áreas administrativas, especialmente as militares, as nomeações baseavam-se exclusivamente no mérito. Essa foi uma forma primitiva dos exames imperiais, passando da herança e patronagem para o mérito, em que as autoridades locais selecionavam candidatos para participar de um exame dos clássicos confucionistas. Após a queda da dinastia Han, a burocracia chinesa regrediu para um sistema de semi-mérito conhecido como sistema de nove postos.
Este sistema foi revertido durante a curta Dinastia Sui (581-618), que iniciou uma burocracia do serviço público recrutada através de exames escritos e recomendações. O primeiro sistema de exame do serviço público foi estabelecido pelo imperador Wen de Sui. O Imperador Yang de Sui estabeleceu uma nova categoria de candidatos recomendados para o mandarinato em 605 dC A seguinte [dinastia Tang] (618–907) adotou as mesmas medidas para redigir oficiais, e dependia cada vez menos de recomendações aristocráticas e mais e mais na promoção com base nos resultados de exames escritos.A estrutura do sistema de exame foi extensivamente expandida durante o reinado de Wu Zetian
O sistema alcançou seu apogeu durante a dinastia Song.
Em teoria, o sistema de serviço público chinês fornecia uma das principais saídas para a mobilidade social na sociedade chinesa, embora, na prática, devido à natureza demorada do estudo, o exame era geralmente feito apenas por filhos da nobreza rural. O exame testou a memorização do candidato de  Nove Clássicos do Confucionismo e sua capacidade de compor poesia usando formas fixas e tradicionais e caligrafia. No final do século XIX, o sistema sofria uma crescente insatisfação interna e era criticado por não refletir a capacidade do candidato de governar bem e por dar prioridade ao estilo em detrimento do conteúdo e da originalidade do pensamento. O sistema foi finalmente abolido pelo governo Qing em 1905, como parte do pacote de reformas Novas Políticas.
O sistema chinês era frequentemente admirado pelos comentaristas europeus do século XVI em diante.

### Serviço civil moderno
No século XVIII, em resposta às mudanças econômicas e ao crescimento do Império Britânico, a burocracia de instituições como o Escritório de Obras e a Junta da Marinha expandiu-se bastante. Cada um tinha seu próprio sistema, mas, em geral, os funcionários eram nomeados por patrocínio ou compra direta. No século XIX, ficou cada vez mais claro que esses acordos estavam aquém do esperado. "As origens do serviço civil britânico são mais conhecidas. Durante o século XVIII, vários ingleses escreveram elogiando o sistema de exames chineses, alguns deles chegando a insistir na adoção da Inglaterra de algo semelhante. O primeiro passo concreto nessa direção foi tomada pela British East India Company em 1806. " Naquele ano, a Companhia das Índias Orientais estabeleceu uma faculdade, o East India Company College, perto de Londres para treinar e examinar os administradores dos territórios da Companhia na Índia. "A proposta para estabelecer esta faculdade veio, significativamente, dos membros do posto comercial da Companhia das Índias Orientais em Cantão, China." Exames para o "serviço público" indiano - um termo cunhado pela Companhia - foram introduzido em 1829.
Os esforços britânicos de reforma foram influenciados pelo sistema imperialista e pela Meritocracia | sistema meritocrático] da China. Thomas Taylor Meadows, cônsul da Grã Bretanha em Cantão, China, argumentou em suas Desultory Notes on the Government and People of China, publicadas em 1847, que "a longa duração do império chinês é unica e completamente devido a o bom governo que consiste no avanço dos homens de talento e mérito apenas", e que os britânicos devem reformar seu serviço público tornando a instituição meritocrática.

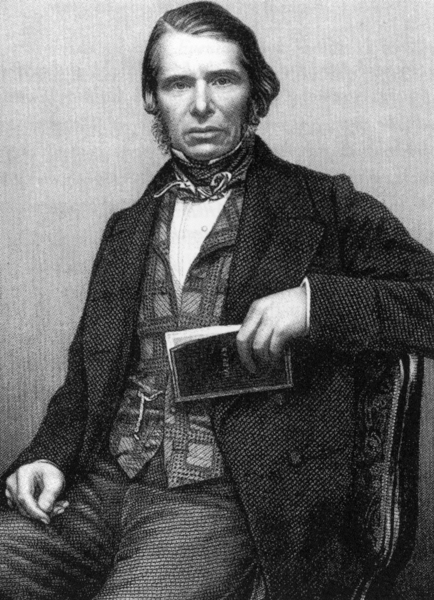
Charles Trevelyan, um arquiteto do Her Majesty's Civil Service, estabelecido em 1855 em suas recomendações.

Em 1853, o Chanceler do Tesouro William Gladstone, encomendou a Sir  Stafford Northcote e  Charles Trevelyan para o funcionamento e organização do Serviço Civil. Influenciado pelos exames imperiais chineses, o Northcote-Trevelyan Report de 1854 fez quatro recomendações principais: que o recrutamento deveria ser baseado no mérito determinado por meio de concurso, que os candidatos deveriam ter uma educação geral sólida para possibilitar o trabalho interdepartamental. transferências, que os recrutas devem ser classificados em uma hierarquia e que a promoção deve ser através da realização, ao invés de "preferência, patrocínio ou compra". Também recomendou uma divisão clara entre o pessoal responsável pelo trabalho de rotina ("mecânico") e os envolvidos na formulação e implementação de políticas em uma classe "administrativa".
O relatório foi oportuno, porque o caos burocrático durante a [Guerra da Criméia] estava causando um clamor pela mudança. As conclusões do relatório foram imediatamente implementadas, e um serviço público permanente, unificado e politicamente neutro foi introduzido como [Serviço Civil de Sua Majestade]]. Uma Comissão de Serviços Públicos (Reino Unido) Comissão da Função Pública] também foi criada em 1855 para supervisionar o recrutamento aberto e patrocínio final, e a maioria das outras recomendações de Northcote-Trevelyan foram implementadas ao longo de alguns anos.
O mesmo modelo, o Imperial Civil Service, foi implementado na Índia Britânica a partir de 1858, após o desaparecimento do governo da Companhia das Índias Orientais na Índia através da Rebelião Indiana de 1857 que chegou perto de derrubar o domínio britânico no país.
O modelo Northcote-Trevelyan permaneceu essencialmente estável por cem anos. Esta foi uma homenagem ao seu sucesso na remoção da corrupção, prestação de serviços públicos (mesmo sob o estresse de duas guerras mundiais), e respondendo de forma eficaz à mudança política. Também teve uma grande influência internacional e foi adaptado por membros da  Commonwealth. O Pendleton Civil Service Reform Act estabeleceu um serviço civil moderno nos Estados Unidos e, na virada do século XX, quase todos os governos ocidentais implementaram reformas semelhantes.

## Por país

### Brasil

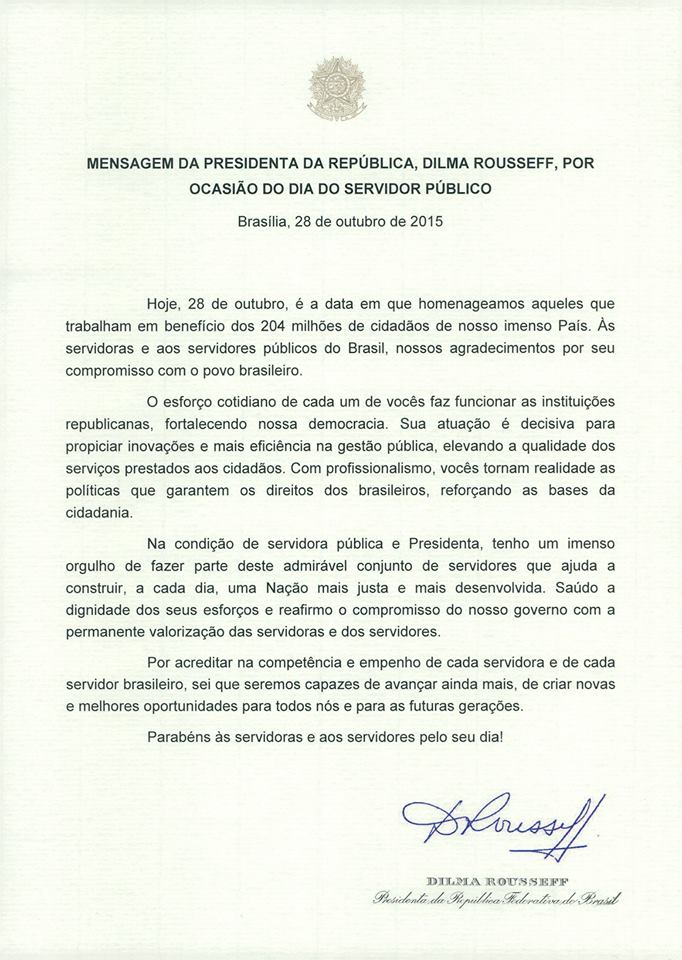
Mensagem Presidencial pelo dia do servidor público brasileiro.

No Brasil é considerado funcionário público todo aquele empregado de uma administração estatal. Sendo uma designação geral , engloba todos aqueles que mantêm vínculos de trabalho com entidades governamentais, integrados em cargos ou empregos das entidades político-administrativas, bem como em suas respectivas autarquias e fundações de direito público, ou ainda, é uma definição a todo aquele que mantém um vínculo empregatício com o Estado, e seu pagamento provém da arrecadação pública de impostos, sendo sua atividade chamada de "Típica de Estado". Geralmente é originário de concurso público pois é defensor do setor público, que é diferente da atividade do Político, detentor de um mandato público, que está diretamente ligado ao Governo e não necessariamente ao Estado de Direito.
Funcionários públicos de carreira (não trabalhadores temporários ou políticos) são contratados apenas externamente com base em exames de admissão. O concurso público geralmente consiste em testes escritos; alguns lugares podem exigir testes físicos (como policiais) ou testes orais (como professores, juízes, promotores e advogados). A classificação de acordo com a pontuação do exame é usada para preencher as vagas.
A estabilidade promovida por conquistar a vaga, sendo bem classificado no concurso prestado, garante oportunidades de mais qualificação e bons serviços. Esta estabilidade, prevista na constituição, é garantia ao cidadão de poder cumprir suas tarefas sem persuasão que comprometa sua condições básicas de sobrevivência. 
As leis trabalhistas e o seguro social para servidores públicos são diferentes dos trabalhadores privados; mesmo entre filiais do governo (como diferentes estados ou cidades), a lei e o seguro diferem. Algumas vezes são salários maiores (principalmente no alto escalão do poder) e outras vezes são menores como dos professores.
Os postos geralmente são classificados por títulos, os mais comuns são "técnico" para alfabetizados do ensino médio e "analista" para alunos de graduação. Há também postos superiores como auditor, fiscal, chefe de polícia, promotor, juiz, advogado, etc.
A lei não permite que os funcionários atualizem ou rebaixem os cargos internamente; eles precisam ser selecionados em exames externos separados.

### Canadá
Os historiadores exploraram o poderoso papel do serviço civil desde a década de 1840.
No Canadá, o serviço civil no nível federal é conhecido como Serviço Público do Canadá, com cada um dos dez governos provinciais, bem como os três governos territoriais que também têm seus próprios serviços civis separados. O serviço público federal consiste de todos os empregados da  coroa, exceto para o pessoal dispensado dos ministros, membros da Royal Canadian Mounted Police, e membros das Forças Armadas do Canadá como eles não são funcionários públicos. Existem aproximadamente 257.000 funcionários públicos federais (2015), e mais de 350.000 funcionários nos níveis provincial e territorial.

### China
Um dos exemplos mais antigos de um serviço civil baseado na meritocracia é a burocracia imperial da China, que pode ser rastreada desde a dinastia Qin (221-207 aC).
No entanto, os exames do serviço público eram praticados em uma escala muito menor em comparação com a burocracia mais forte e centralizada da dinastia Song (960-1279). Em resposta ao domínio militar regional de jiedushi e à perda de autoridade civil durante o final do período Tang e  Cinco dinastias (907–960), os imperadores da canção estavam ansiosos para implementar um sistema em que as autoridades civis devessem seu prestígio social ao tribunal central e ganhassem seus salários estritamente do governo central. Esse ideal não foi plenamente alcançado, já que muitos funcionários acadêmicos eram ricos proprietários de terras e estavam engajados em muitos negócios anônimos em uma era de  revolução econômica na China. No entanto, obter um diploma através de três níveis de exame - exames da prefeitura, exames provinciais e os prestigiosos exames do palácio - era um objetivo muito mais desejável na sociedade do que se tornar um comerciante. Isso porque a classe mercantil era tradicionalmente vista com certo desdém pela classe acadêmica.
Essa classe de burocratas estatais no período Song era muito menos aristocrática que seus predecessores Tang. Os exames foram cuidadosamente estruturados para garantir que pessoas com menos recursos do que o disponível para candidatos nascidos em famílias abastadas recebiam uma chance maior de passar nos exames e obter um diploma oficial. Isso incluía o emprego de um escritório de redatores que reescreveria todos os exames dos candidatos, a fim de mascarar sua caligrafia e, assim, impedir o favoritismo dos alunos das provas que, de outra forma, reconheceriam a caligrafia do candidato. O advento da tipografia generalizada no período Song permitiu que muitos candidatos a exame acessassem os  textos confucionistas cujo domínio era necessário para passar nos exames.
Hong Kong e Macau têm sistemas de serviço civil separados:

### França
O serviço civil na França ( public function ) é muitas vezes incorretamente considerado para incluir todos os funcionários do governo, incluindo funcionários de empresas públicas, como SNCF.
O emprego no setor público é classificado em três serviços; Serviço de estado, serviço local e serviço hospitalar. De acordo com as estatísticas do governo, havia 5,5 milhões de funcionários do setor público em 2011.
| Categoria      | Governo Central | Governo Local | Serviços de Saúde | Total   |
| -------------- | --------------- | ------------- | ----------------- | ------- |
| Educação       | 1,360.6         |               |                   | 1,360.6 |
| Polícia        | 284.4           | 40            |                   | 324.4   |
| Defesa         | 280.7           |               |                   | 280.7   |
| Saúde & Social |                 | 241           | 1,153             | 1,394.0 |
| Outros         | 516.1           | 1,631         |                   | 2,147.1 |
| Total          | 2,441.8         | 1,912         | 1,153             | 5,506.8 |
| % Funcionários | 62%             | 75%           | 72%               | -       |

### Alemanha
O  'Serviço Público na Alemanha'  emprega 4,6 milhões de pessoas. Os funcionários públicos são organizados em empregados assalariados contratados (Beschäftigte) e funcionários públicos nomeados (Beamte ). Eles são empregados por órgãos públicos (Körperschaften des öffentlichen Rechts), como condados (Kreise], estados, o governo federal, etc. Além dos empregados diretamente empregados pelo Estado, mais 1,6 milhão de pessoas são empregadas por empresas estatais.
| Categoria                       | Governo Federal | Governo Regional | Governo Municipal | Securidade Social | Total   |
| ------------------------------- | --------------- | ---------------- | ----------------- | ----------------- | ------- |
| Empregados do Estado            | 458             | 2,114.4          | 1,220.7           | 378.6             | 4,171.7 |
| Empregados de empresas públicas | 240.4           | 387.1            | 950.2             | 24.5              | 1,602.1 |
| Total                           | 698.4           | 2,501.5          | 2,170.9           | 403.1             | 5,733.8 |

Soldados que não sejam soldados recrutados não são Beamte, mas têm direitos similares. Os juízes não são Beamte, mas têm direitos semelhantes também. Advogados públicos são todos Beamte, enquanto a maioria (mas não todos) professores são Beamte. O grupo de Beamte tem o emprego mais seguro, e o montante que é pago é definido pelos regulamentos nacionais de pagamento ( Besoldungsordnungen ). Beamte são proibidos de fazer greve.
Trabalhadores sob o regime Beschäftigte com contratos individuais, enquanto  Beamte  são nomeados, empregados e removidos pela lei do Serviço do Setor Público e Lealdade ( öffentlich-rechtliches Dienst- und Treueverhältnis ). A maioria das tarefas pode ser feita por  Beschäftigte  ou  Beamte , no entanto, algumas tarefas específicas de natureza oficial devem ser tratadas pelo  Beamte , uma vez que estão sujeitas a uma obrigação especial de lealdade.
 Beamte  são divididos em quatro níveis:
- Einfacher Dienst : serviço público ordinário, correspondente a filas de alistados nas forças armadas, agora em grande parte obsoleto
- Mittlerer Dienst : serviço público de nível médio, correspondente a oficial não comissionado nas forças armadas.
- Gehobener Dienst : serviço civil sênior, incluindo cargos de funcionários públicos, tais como Inspektor e acima, correspondendo a oficiais comissionados de tenentes a capitão nas forças armadas.
- Höherer Dienst : maior função pública, incluindo cargos de funcionários públicos, como conselheiros e superiores, bem como funcionários acadêmicos, como professores, correspondendo a maior e superior nas forças armadas.

 Gehobener Dienst  e  Höherer Dienst  ambos exigem um ensino universitário ou equivalente, pelo menos um bacharelado ou mestrado, respectivamente.

## Serviço civil independente
Sistemas de governo autocráticos (como monarquias) podem favorecer nomeações para posições administrativas com base em nepotismo, patrocínio e favoritismo, com relações estreitas entre figuras políticas e administrativas. Os primeiros imperadores romanos, por exemplo, colocaram seus escravos com grande parte da tarefa de administrar o Império Romano.
deixando de lado os oficiais eleitos que continuaram as tradições da República Romana. Mas a nomeação política de burocratas pode correr o risco de tolerar ineficiência e corrupção, com funcionários sentindo-se seguros na proteção de seus mestres políticos e possivelmente imunes de processos por suborno. A Dinastia Song da China (960-1279) padronizou exames competitivos como base para o recrutamento e a promoção do serviço civil e, no século XIX, as administrações da França e da Grã-Bretanha seguiram o exemplo. A agitação contra o spoils system no Estados Unidos da América resultou no aumento da independência do serviço civil - visto como um princípio importante nos tempos modernos.
Na Alemanha, a Lei para a Restauração do Serviço Público Profissional (Gesetz zur Wiederherstellung des Berufsbeamtentums) de abril de 1933 reafirmou o princípio de uma função pública independente ao insistir na formação (juntamente com credenciais políticas e raciais).
Algumas estruturas governamentais incluem um
comissão de serviço civil (ou equivalente), cujas funções incluem a manutenção do trabalho e dos direitos dos servidores públicos em condições de politização ou interferência política.

## Leitura complementar
- Albrow, M., Bureaucracy (1970)
- Armstrong, J. A., The European Administrative Elite (1973)
- Bodde, D., Chinese Ideas in the West
- Brownlow, Louis, Charles E. Merriam, and Luther Gulick, Report of the President's Committee on Administrative Management. (1937)
- du Gay, P., In Praise of Bureaucracy: Weber, Organisation, Ethics (2000)
- du Gay, P., ed., The Values of Bureaucracy (2005)
- Hoogenboom, Ari, Outlawing the Spoils: A History of the Civil Service Reform Movement, 1865–1883. (1961)
- Mathur, P.N., The Civil Service of India, 1731–1894: a study of the history, evolution and demand for reform (1977)
- Rao, S. 2013. Civil service reform: Topic guide. Birmingham, UK: GSDRC, University of Birmingham. http://www.gsdrc.org/go/topic-guides/civil-service-reform
- Schiesl, Martin, The Politics of Efficiency: Municipal Administration and Reform in America, 1880–1920. (1977)
- Sullivan, Ceri, Literature in the Public Service: Sublime Bureaucracy (2013)
- Theakston, Kevin, The Civil Service Since 1945 (Institute of Contemporary British History, 1995)
- Van Riper, Paul. History of the United States Civil Service (1958).
- White, Leonard D., Introduction to the Study of Public Administration. (1955)
- White, Leonard D., Charles H. Bland, Walter R. Sharp, and Fritz Morstein Marx; Civil Service Abroad, Great Britain, Canada, France, Germany (1935) online